# Bill McKerlich
William Alister M. "Bill" McKerlich, född 2 december 1936 i Vancouver i British Columbia, är en kanadensisk före detta roddare.
McKerlich blev olympisk silvermedaljör i åtta med styrman vid sommarspelen 1956 i Melbourne.